# Дањино Село
Дањино Село је насеље у Србији у општини Сурдулица у Пчињском округу. Према попису из 2022. било је 52 становника.

## Географија
Село је разбијеног типа. Ипак су сродничке куће једна другој ближе и више груписане, У Дањином Селу је 1960. године било 26 домова.
Мештани користе воду за пиће са извора. Главнији извори су: Појатиште, Селиште и Долина.
Поједини крајеви сеоског атара имају ове називе: Гарваница, Шуманов Гроб, Големи Чукар, Кукуље, Баба Ниља, Бумбуле, Рао Падина, Вардена Чука, Трница и Селиште.

## Настанак и прошлост села
И поред тога што је Дањино Село мало, одувек је било посебно насеље. Говори се да је оно основано пре суседног села Лескова Бара. Пре 120 година, када се у Дањино Село доселио предак данашњег рода Деда Стојанови, оно је имало свега седам кућа. Потес Селиште лежи ближе долинском дну, где су куће рода Деда Стајинци. Остатака старина у селу нема. На потесу Шуманов Гроб за време Турака побила су се два пастира, један од њих је погинуо и на том месту је сахрањен.
Сеоска слава је други дан Духова. Сабор се одржава око крста у Деда Стојановој Махали. О већим празницима становници посећују цркву у Мачкатици.

## Демографија
У насељу Дањино Село живи 72 пунолетна становника, а просечна старост становништва износи 47,9 година (46,3 код мушкараца и 49,7 код жена). У насељу има 27 домаћинстава, а просечан број чланова по домаћинству је 3,00.
Ово насеље је великим делом насељено Србима (према попису из 2002. године).
|  |

| Демографија | Демографија | Демографија |
| Година      | Становника  | Становника  |
| ----------- | ----------- | ----------- |
| 1948.       | 203         |             |
| 1953.       | 205         |             |
| 1961.       | 183         |             |
| 1971.       | 161         |             |
| 1981.       | 202         |             |
| 1991.       | 145         | 144         |
| 2002.       | 81          | 82          |
| 2011.       | 48          |             |
| 2022.       | 52          |             |

| Етнички састав према попису из 2002.‍ | Етнички састав према попису из 2002.‍ | Етнички састав према попису из 2002.‍ | Етнички састав према попису из 2002.‍ | Етнички састав према попису из 2002.‍ |
| ------------------------------------ | ------------------------------------ | ------------------------------------ | ------------------------------------ | ------------------------------------ |
|                                      |                                      |                                      |                                      |                                      |
| Срби                                 | Срби                                 |                                      | 73                                   | 90,12%                               |
| Руси                                 | Руси                                 |                                      | 1                                    | 1,23%                                |
| непознато                            | непознато                            |                                      | 7                                    | 8,64%                                |

| Година пописа     | 1948. | 1953. | 1961. | 1971. | 1981. | 1991. | 2002. |
| ----------------- | ----- | ----- | ----- | ----- | ----- | ----- | ----- |
| Број домаћинстава | 27    | 28    | 31    | 40    | 43    | 34    | 27    |

| Број чланова      | 1 | 2  | 3 | 4 | 5 | 6 | 7 | 8 | 9 | 10 и више | Просек |
| ----------------- | - | -- | - | - | - | - | - | - | - | --------- | ------ |
| Број домаћинстава | 4 | 10 | 5 | 4 | 0 | 2 | 2 | 0 | 0 | 0         | 3,00   |

| Пол    | Укупно | Неожењен/Неудата | Ожењен/Удата | Удовац/Удовица | Разведен/Разведена | Непознато |
| ------ | ------ | ---------------- | ------------ | -------------- | ------------------ | --------- |
| Мушки  | 38     | 10               | 24           | 3              | 1                  | 0         |
| Женски | 37     | 5                | 23           | 7              | 2                  | 0         |
| УКУПНО | 75     | 15               | 47           | 10             | 3                  | 0         |

| Пол    | Укупно                    | Пољопривреда, лов и шумарство | Рибарство                            | Вађење руде и камена | Прерађивачка индустрија       |
| ------ | ------------------------- | ----------------------------- | ------------------------------------ | -------------------- | ----------------------------- |
| Мушки  | 9                         | 2                             | 0                                    | 0                    | 1                             |
| Женски | 3                         | 1                             | 0                                    | 0                    | 0                             |
| УКУПНО | 12                        | 3                             | 0                                    | 0                    | 1                             |
| Пол    | Производња и снабдевање   | Грађевинарство                | Трговина                             | Хотели и ресторани   | Саобраћај, складиштење и везе |
| Мушки  | 0                         | 2                             | 0                                    | 0                    | 1                             |
| Женски | 0                         | 0                             | 0                                    | 0                    | 0                             |
| УКУПНО | 0                         | 2                             | 0                                    | 0                    | 1                             |
| Пол    | Финансијско посредовање   | Некретнине                    | Државна управа и одбрана             | Образовање           | Здравствени и социјални рад   |
| Мушки  | 0                         | 0                             | 0                                    | 0                    | 0                             |
| Женски | 0                         | 0                             | 0                                    | 1                    | 0                             |
| УКУПНО | 0                         | 0                             | 0                                    | 1                    | 0                             |
| Пол    | Остале услужне активности | Приватна домаћинства          | Екстериторијалне организације и тела | Непознато            | Непознато                     |
| Мушки  | 0                         | 0                             | 0                                    | 3                    | 3                             |
| Женски | 0                         | 0                             | 0                                    | 1                    | 1                             |
| УКУПНО | 0                         | 0                             | 0                                    | 4                    | 4                             |